# تورد جوستافسن
تورد لارسون جوستافسن هو (بالنرويجية: Tord Gustavsen) (ولد في 5 أكتوبر 1970 في أوسلو) عازف بيانو نرويجي.

## وصلات خارجية
- تورد جوستافسن على موقع ميوزك برينز (الإنجليزية)
- تورد جوستافسن على موقع ديسكوغز (الإنجليزية)
- الموقع الرسمي